# Lhok Puuk
Lhok Puuk is een bestuurslaag in het regentschap Aceh Utara van de provincie Atjeh, Indonesië. Lhok Puuk telt 1412 inwoners (volkstelling 2010).